# Loděnice (ort i Tjeckien, Södra Mähren)
Loděnice är en ort i Tjeckien.   Den ligger i regionen Södra Mähren, i den sydöstra delen av landet, 190 km sydost om huvudstaden Prag. Loděnice ligger 201 meter över havet och antalet invånare är 457.
Terrängen runt Loděnice är huvudsakligen platt, men åt nordväst är den kuperad.Runt Loděnice är det ganska tätbefolkat, med 78 invånare per kvadratkilometer. Närmaste större samhälle är Pohořelice, 5,6 km sydost om Loděnice. Trakten runt Loděnice består till största delen av jordbruksmark.